# Championnat des Caraïbes de rugby à XV 2015
Navigation
Championnat des Caraïbes de rugby
 à XV 2014 Championnat des Caraïbes de rugby
 à XV 2016
Le Championnat des Caraïbes de rugby 2015 ou Caribbean Rugby Championship 2015 est une compétition organisée par la NACRA qui oppose les nations caribéennes, le Mexique et une sélection du Sud des États-Unis, USA South, formation issue de l'United States of America Rugby South Territorial Union (USARS), l'une des 7 Territorial Unions de la Fédération américaine de rugby.

## Équipes engagées
| North Championship League - Îles Caïmans - Mexique - USA South | South Championship League - Barbade - Guyana - Trinité-et-Tobago |

| North Zone Cup League - Bahamas - Bermudes - Îles Turques-et-Caïques | South Zone Cup League - Îles Vierges britanniques - Curaçao - Sainte-Lucie - Saint-Vincent-et-les-Grenadines |

## North Championship League

### Résultats
| 7 mars 2015 | Mexique | 50 - 25 | USA South | Estadio Roberto Tapatio Mendez, Mexico |
| 7 mars 2015 |         |         |           | Estadio Roberto Tapatio Mendez, Mexico |
| 7 mars 2015 |         |         |           | Estadio Roberto Tapatio Mendez, Mexico |

| 21 mars 2015 | USA South | 24 - 25 | Îles Caïmans | LU Sports Complex, Marietta |
| 21 mars 2015 |           |         |              | LU Sports Complex, Marietta |
| 21 mars 2015 |           |         |              | LU Sports Complex, Marietta |

| 11 avril 2015 | Îles Caïmans | 3 - 24 | Mexique | Truman Bodden National, George Town |
| 11 avril 2015 |              |        |         | Truman Bodden National, George Town |
| 11 avril 2015 |              |        |         | Truman Bodden National, George Town |

### Classement
| Rang | Nation       | J | V | N | D | Pm | Pe | Diff | Pts |
| ---- | ------------ | - | - | - | - | -- | -- | ---- | --- |
| 1    | Mexique      | 2 | 2 | 0 | 0 | 74 | 28 | +46  | 6   |
| 2    | Îles Caïmans | 2 | 1 | 0 | 1 | 28 | 48 | -20  | 3   |
| 3    | USA South    | 2 | 0 | 0 | 2 | 49 | 75 | -26  | 1   |

|  | Qualifié pour la finale (no 1).                           |
|  | Barrage contre le 1er de la North Zone Cup League (no 3). |

## South Championship League

### Résultats
| 7 mars 2015 | Guyana | 48 - 22 | Barbade | The Guyana National Stadium, Providence |
| 7 mars 2015 |        |         |         | The Guyana National Stadium, Providence |
| 7 mars 2015 |        |         |         | The Guyana National Stadium, Providence |

| 21 mars 2015 | Barbade | 7 - 44 | Trinité-et-Tobago | The Garrison Savannah, Saint Michael |
| 21 mars 2015 |         |        |                   | The Garrison Savannah, Saint Michael |
| 21 mars 2015 |         |        |                   | The Garrison Savannah, Saint Michael |

| 11 avril 2015 | Trinité-et-Tobago | 22 - 15 | Guyana | Port-d'Espagne, Trinité-et-Tobago |
| 11 avril 2015 |                   |         |        | Port-d'Espagne, Trinité-et-Tobago |
| 11 avril 2015 |                   |         |        | Port-d'Espagne, Trinité-et-Tobago |

### Classement
| Rang | Nation            | J | V | N | D | Pm | Pe | Diff | Pts |
| ---- | ----------------- | - | - | - | - | -- | -- | ---- | --- |
| 1    | Trinité-et-Tobago | 2 | 2 | 0 | 0 | 66 | 22 | +44  | 6   |
| 2    | Guyana            | 2 | 1 | 0 | 1 | 63 | 44 | +19  | 3   |
| 3    | Barbade           | 2 | 0 | 0 | 2 | 29 | 92 | -63  | 0   |

|  | Qualifié pour la finale (no 1).                           |
|  | Barrage contre le 1er de la South Zone Cup League (no 3). |

## Finale
| 25 avril 2015 | Trinité-et-Tobago | 33 - 16 | Mexique | Port-d'Espagne, Trinité-et-Tobago |
| 25 avril 2015 |                   |         |         | Port-d'Espagne, Trinité-et-Tobago |
| 25 avril 2015 |                   |         |         | Port-d'Espagne, Trinité-et-Tobago |

## North Zone Cup League

### Résultats
| 7 mars 2015 | Bermudes | 55 - 3 | Îles Turques-et-Caïques | National Sports Centre, Hamilton |
| 7 mars 2015 |          |        |                         | National Sports Centre, Hamilton |
| 7 mars 2015 |          |        |                         | National Sports Centre, Hamilton |

| 21 mars 2015 | Bahamas | 21 - 15 | Bermudes | Winton Rugby Field, Nassau |
| 21 mars 2015 |         |         |          | Winton Rugby Field, Nassau |
| 21 mars 2015 |         |         |          | Winton Rugby Field, Nassau |

| 18 avril 2015 | Îles Turques-et-Caïques | 7 - 24 | Bahamas | Meridian Field, Providenciales |
| 18 avril 2015 |                         |        |         | Meridian Field, Providenciales |
| 18 avril 2015 |                         |        |         | Meridian Field, Providenciales |

### Classement
| Rang | Nation                  | J | V | N | D | Pm | Pe | Diff | Pts |
| ---- | ----------------------- | - | - | - | - | -- | -- | ---- | --- |
| 1    | Bahamas                 | 2 | 2 | 0 | 0 | 45 | 22 | +23  | 5   |
| 2    | Bermudes                | 2 | 1 | 0 | 1 | 70 | 24 | +46  | 4   |
| 3    | Îles Turques-et-Caïques | 2 | 0 | 0 | 2 | 10 | 79 | -69  | 0   |

|  | Barrage contre le 3e de la North Championship League (no 1). |

## South Zone Cup League

### Résultats
| 28 février 2015 | Sainte-Lucie | 14 - 22 | Îles Vierges britanniques | Mindoo Phillip Park, Castries |
| 28 février 2015 |              |         |                           | Mindoo Phillip Park, Castries |
| 28 février 2015 |              |         |                           | Mindoo Phillip Park, Castries |

| 7 mars 2015 | Curaçao | 24 - 24 | Saint-Vincent-et-les-Grenadines | Blue Bay Golf and Beach Resort, Sint Michiel |
| 7 mars 2015 |         |         |                                 | Blue Bay Golf and Beach Resort, Sint Michiel |
| 7 mars 2015 |         |         |                                 | Blue Bay Golf and Beach Resort, Sint Michiel |

| 21 mars 2015 | Sainte-Lucie | 8 - 16 | Saint-Vincent-et-les-Grenadines |  |
| 21 mars 2015 |              |        |                                 |  |
| 21 mars 2015 |              |        |                                 |  |

| 11 avril 2015 | Curaçao | 36 - 19 | Sainte-Lucie | Mindoo Phillip Park, Castries |
| 11 avril 2015 |         |         |              | Mindoo Phillip Park, Castries |
| 11 avril 2015 |         |         |              | Mindoo Phillip Park, Castries |

| 18 avril 2015 | Saint-Vincent-et-les-Grenadines | 15 - 22 | Îles Vierges britanniques | Arnos Vale Sporting Complex, Kingstown |
| 18 avril 2015 |                                 |         |                           | Arnos Vale Sporting Complex, Kingstown |
| 18 avril 2015 |                                 |         |                           | Arnos Vale Sporting Complex, Kingstown |

| 2 mai 2015 | Îles Vierges britanniques | 19 - 0 | Curaçao | A.O. Shirley National Stadium, Road Town |
| 2 mai 2015 |                           |        |         | A.O. Shirley National Stadium, Road Town |
| 2 mai 2015 |                           |        |         | A.O. Shirley National Stadium, Road Town |

### Classement
| Rang | Nation                          | J | V | N | D | Pm | Pe | Diff | Pts |
| ---- | ------------------------------- | - | - | - | - | -- | -- | ---- | --- |
| 1    | Îles Vierges britanniques       | 3 | 3 | 0 | 0 | 63 | 30 | +33  | 13  |
| 2    | Saint-Vincent-et-les-Grenadines | 3 | 1 | 1 | 1 | 55 | 54 | +1   | 13  |
| 3    | Curaçao                         | 3 | 1 | 1 | 1 | 60 | 62 | -2   | 9   |
| 4    | Sainte-Lucie                    | 3 | 0 | 0 | 3 | 42 | 74 | -32  | 0   |

|  | Barrage contre le 3e de la South Championship League (no 1). |

## Barrages
| 9 janvier 2016 | Bahamas | 18 - 37 | USA South |  |
| 9 janvier 2016 |         |         |           |  |
| 9 janvier 2016 |         |         |           |  |

| 7 novembre 2015 | Îles Vierges britanniques | 15 - 17 | Barbade |  |
| 7 novembre 2015 |                           |         |         |  |
| 7 novembre 2015 |                           |         |         |  |